# Nematanthus wiehleri
Nematanthus wiehleri är en tvåhjärtbladig växtart som beskrevs av Chautems och M. Peixoto. Nematanthus wiehleri ingår i släktet Nematanthus och familjen Gesneriaceae. Inga underarter finns listade i Catalogue of Life.